# KIR2DL4
KIR2DL4 (англ. Killer cell immunoglobulin-like receptor 2DL4; CD158d) — мембранный белок семейства иммуноглобулино-подобных рецепторов, представленных на естественных киллерах. Продукт гена человека KIR2DL4.

## Функции
KIR2DL4 — мембранный гликопротеин из семейства иммуноглобулино-подобных рецепторов естественных киллеров KIR. Гены этого семейства — полиморфные и высокогомологичные, расположены у человека на участке 19-й хромосомы 19q13.4 в границах 1 Mb лейкоцитарного рецепторного комплекса LRC. Белки KIR кклассифицируются по числу внеклеточных иммуноглобулиновых доменов (2D или 3D) и по длинному (L) либо короткому (S) цитоплазматическому участку. Белки с длинным цитоплазматическим доменом передают ингибирующий сигнал после связывания с лигандом, что опосредовано ингибирующим ITIM-мотивом рецептора, тагда как рецепторы с коротким цитоплазматическим доменом не содержат ITIM-мотив и ассоциированы с белком, связывающим протеинтирозинкиназу TYRO, который переносит активирующий сигнал. Лиганды нескольких рецепторов KIR — тяжёлые цепи HLA из некоторых подтипов главного комплекса гистосовместимости класса I МНС-I. Таким образом рецепторы этого семейства играют важную роль в регуляции иммунного ответа. 
Известно, что KIR2DL4 является рецептором по крайней мере одного неклассического гена HLA-G из класса МНС-Ib. При связывании с лигандом KIR2DL4 ингибирует цитолитическую активность естественных киллеров. Рецептор распознаёт HLA-G в комплексе с бета-2-микроглобулином (HLA-G-B2M) и нонамером пептида. Естественные киллеры предменструального эндометрия KIR2DL4 взаимодействует с пептид-связанным комплексом HLA-G-B2M, который запускает в секреторный фенотип клеточного старения. Это играет роль переключателя, который активирует сосудистую перестройку и рост эмбриона на ранних стадиях беременности. KIR2DL4 может играть роль в балансе между толерантностью и антивирусным иммунитетом на границе между матерью и плодом за счёт контролирования эффекторных функций естественных киллеров, CD8+-T-клеток и B-клеток. После связывания с пептид-связанным комплексом HLA-G-B2M рецептор инициирует перенос сигнала от эндосомы к активации сигнальных путей PRKDC-XRCC5 и AKT1, которые в конечном итоге запускают провоспалительный ответNF-κB.

## Структура
KIR2DL4 включает 377 аминокислот, молекулярная масса — 41,5 кДа (каноническая изоформа). Описано по крайней мере 6 изоформ гликопротеина, образующихся в результате альтернативного сплайсинга.